# El Salvador i olympiska sommarspelen 1996
El Salvador deltog i de olympiska sommarspelen 1996 med en trupp bestående av sju deltagare, men ingen av landets deltagare erövrade någon medalj.

## Cykling
Damernas linjelopp
- Maureen Kaila Vergara
  - Final — fullföljde inte (→ ingen placering)

## Friidrott
Damernas 400 meter
- Arely Franco
  - Heat — 1:01,38 (→ gick inte vidare)

- Rubén Benítez

## Judo
- Carlos Rodolfo Ramírez
- Juan Carlos Vargas